# 콥스 파티: 블러드 커버드
《콥스 파티: 블러드 커버드》(영어: Corpse Party: Blood Covered, 일본어: コープスパーティー ブラッドカバー)는 팀 그리그리가 제작한 서바이벌 호러 어드벤처 게임이다. RPG 만들기로 개발한 1996년 PC-9801 게임 《콥스 파티》를 리메이크한 작품으로, 이후 같은 세계관을 공유하는 《콥스 파티》 시리즈의 첫 번째 게임이다.
본래 2006년 일본 휴대전화 전용 모바일 게임으로 에피소드식으로 출시한 《콥스 파티: 뉴챕터》가 처음 출시됐으나 예정된 다섯 에피소드 중 4개만 출시하고 중단했으며, 이후 마이크로소프트 윈도우 플랫폼으로 개발한 정식 리메이크 《콥스 파티: 블러드 커버드》가 제작돼 에피소드식으로 2008년부터 2011년까지 나뉘어 발매됐다. 2010년에는 음성 대사를 포함한 추가 컨텐츠가 포함된 확장판이 《콥스 파티: 블러드 커버드 리피티드 피어》라는 제목으로 플레이스테이션 포터블로 발매됐다. 2012년에는 이를 바탕으로 한 iOS 이식판이 발매됐으며, 2015년에 다시 《리피티드 피어》판에 기반해 추가 컨텐츠가 들어간 닌텐도 3DS용 확장판이 출시됐다. 이후 2021년, 앞서 발매된 이식판 모두의 컨텐츠가 종합된 완전판이 《콥스 파티 (2021)》이라는 제목으로 닌텐도 스위치, 플레이스테이션 4, 엑스박스 원 및 마이크로소프트 윈도우로 출시됐다.
이야기는 시노자키 아유미와 친구들이 전학가는 학생을 기념하기 위해 학교에서 소문의 주술 '행복한 사치코 씨'를 외우다 이공간의 폐교 텐진초등학교에 빨려들어가는 것으로 시작한다. 게임은 총 5장의 주요 챕터로 나뉘며, 그 외에 짧은 이야기를 다루는 '엑스트라 챕터'들이 존재한다. 플레이어는 위에서 내려보는 시점으로 캐릭터를 조종해 저주받은 텐진초등학교를 탐색하며, 행동에 따라 캐릭터의 운명이 변하는 것이 특징이다.

## 반응
2021년판 《콥스 파티》는 리뷰 애그리게이터 웹사이트 메타크리틱에서 100점 만점에 닌텐도 스위치판이 81점을 받았다.

## 미디어 믹스
2008년에 이 게임은 일본의 스퀘어 에닉스에서 출판한 만화 시리즈 《콥스 파티: Blood Covered》로 각색되었다.
2012년 8월 2일, PSP용 《사치코의 연애유희 히스테릭 버스데이》의 한정판 릴리스의 일부로 오리지널 비디오 애니메이션 (OVA) 각색판 《콥스 파티 Missing Footage》가 공개되었다. 같은 날 《콥스파티 -포학해진 영혼의 주문-》라는 제목의 속편 OVA가 발표되었다.
2015년 8월 1일 실사 영화가 개봉되었다.

### 내용주
1. ↑  일본어: コープスパーティー NewChapter
2. ↑  영어: Corpse Party: Blood Covered: ...Repeated Fear, 일본어: コープスパーティーブラッドカバー リピーティッドフィアー
3. ↑  영어: Corpse Party (2021)

### 참조주
1. ↑  “Corpse Party for PSP Reviews”. 《Metacritic》. CBS 인터랙티브. 2015년 11월 27일에 확인함.
2. ↑  “콥스 파티 3DS 리뷰”. 《메타크리틱》. CBS 인터랙티브. 2022년 5월 28일에 확인함.
3. 1 2  “콥스 파티 (2021) 스위치 리뷰”. 《메타크리틱》. CBS 인터랙티브. 2022년 5월 28일에 확인함.
4. ↑  “Corpse Party (2021) for PlayStation 4 Reviews”. 《Metacritic》. CBS Interactive. 2022년 6월 7일에 확인함.
5. ↑  Mackey, Bob (2011년 12월 5일). “Review: Corpse Party is a Bloody Good Time”. 《1Up.com》. 2011년 12월 7일에 원본 문서에서 보존된 문서. 2022년 6월 7일에 확인함.
6. ↑  Walden, Chris (2011년 12월 20일). “Review: Corpse Party”. 《Destructoid》. 2012년 1월 7일에 원본 문서에서 보존된 문서. 2022년 6월 6일에 확인함.
7. ↑  Andriessen, CJ (2016년 10월 25일). “Review: Corpse Party”. 《Destructoid》. 2022년 6월 6일에 확인함.
8. ↑  Handley, Zoey (2021년 10월 30일). “Review: Corpse Party (2021)”. 《Destructoid》. 2022년 6월 6일에 확인함.
9. ↑  “Corpse Party review”. 《Edge》. 2012년 1월 5일. 2012년 1월 15일에 원본 문서에서 보존된 문서. 2022년 6월 7일에 확인함.
10. ↑  Patterson, Eric (2011년 12월 1일). “EGM REVIEW: CORPSE PARTY”. 《Electronic Gaming Monthly》. 2011년 12월 5일에 원본 문서에서 보존된 문서. 2022년 6월 7일에 확인함.
11. ↑  Patterson, Mollie (2016년 10월 25일). “Corpse Party review”. 《Electronic Gaming Monthly》. 2022년 6월 7일에 확인함.
12. ↑  Kollar, Phil (2012년 11월 22일). “Corpse Party Review - Horror Fans Should Accept This Invitation”. 《Game Informer》. 2023년 2월 8일에 원본 문서에서 보존된 문서. 2022년 6월 7일에 확인함.
13. ↑  Djordjević, Marko (2011년 11월 30일). “Corpse Party Review”. 《GameSpot》. 2022년 6월 7일에 확인함.
14. ↑  Wallace, Kimberley (2011년 12월 2일). “Corpse Party review”. 《GamesRadar+》. 2022년 6월 7일에 확인함.
15. ↑  Vincent, Brittany (2014년 8월 26일). “Corpse Party Review: Just Chillin’”. 《Gamezebo》. 2022년 6월 7일에 확인함.
16. ↑  Shive, Chris (2016년 5월 6일). “Review: Corpse Party (PC)”. 《Hardcore Gamer》. 2022년 6월 7일에 확인함.
17. ↑  Clements, Ryan (2012년 1월 5일). “Corpse Party Review”. 《IGN》. 2022년 6월 6일에 확인함.
18. ↑  Vogel, Mitch (2016년 10월 25일). “Corpse Party Review (3DS)”. 《Nintendo Life》. 2022년 6월 7일에 확인함.
19. ↑  Willington, Peter (2011년 12월 29일). “Corpse Party”. 《Pocket Gamer》. 2022년 6월 7일에 확인함.
20. ↑  Musgrave, Shaun (2014년 8월 21일). “‘Corpse Party’ Review – This Buggy Port Is A Real Party Pooper”. 《TouchArcade》. 2022년 6월 7일에 확인함.
21. ↑  Loo, Egan (2012년 4월 11일). “Corpse Party Anthology PSP Game to Bundle Video Anime”. 《Anime News Network》. 2022년 6월 11일에 확인함.
22. ↑  Loo, Egan (2012년 8월 2일). “Corpse Party Games Get New Tortured Souls Video Anime”. 《Anime News Network》. 2022년 6월 11일에 확인함.
23. ↑  Loo, Egan (2015년 8월 2일). “Live-Action Corpse Party Film Gets Uncut, 'Unlimited Edition'”. 《Anime News Network》. 2022년 6월 11일에 확인함.